# إلبيرت لوثر ليتل
إلبيرت لوثر ليتل (بالإنجليزية: Elbert Luther Little)‏ هو عالم نبات أمريكي، ولد في 15 أكتوبر 1907 في أركنساس في الولايات المتحدة، وتوفي في 2004.